# 罗德里格·莱拉·博尼利亚
罗德里格·莱拉·博尼利亚（英語：Rodrigo Lara Bonilla，1946年8月11日—1984年4月30日）是哥伦比亚共和国的一名律师及政治家。莱拉在贝利萨里奥·贝坦库尔·夸尔塔斯总统任期内出任司法部长，因指控巴勃罗·埃斯科瓦尔以及麦德林集团贩卖可卡因而遭到暗杀。
莱拉之死引发了一场耗时许久的针对巴勃罗·埃斯科瓦尔的指控和引渡，数千人因此丧命。